# Коледж TED Ізмір
Коледж TED Ізмір (тур.TED İzmir College) — приватна школа, яка надає початкову та середню освіту в Ізмірі. З Турецькою асоціацією освіти, MN Özel Eğitim Eğitim Hizmetleri A.Ş. розпочав свою діяльність у 2014-2015 навчальному році. 

## Освіта
Коледж TED Ізмір, який був відкритий як дитячий садок, початкова та середня школа, ввів у дію свою Вищу школу у 2017-2018 навчальному році. Програми IGCSE та BTEC реалізуються у середній школі. 

## Мова освіти
Крім англійської, в якості другої іноземної мови також викладаються іспанська, німецька та французька мови. 

## Кампус
Студія звукозапису, майстерня скульптурного скла, майстерня склокераміки, драматичний зал, музичні репетиційні зали, студія дизайну роботів, критий плавальний басейн, багатоцільовий зал Є лабораторії, технологічно обладнані аудиторії та 3D-класи. 